# Iglesia de Santa María (Añaza)
La iglesia de Santa María de Añaza es un templo parroquial de rito católico situado en el barrio de Añaza (Santa Cruz de Tenerife, Islas Canarias, España).

## Historia
En 1994 se crea la parroquia de Añaza, ya que hasta esa fecha la jurisdicción parroquial de esta zona se encontraba en el vecino barrio de Santa María del Mar. El templo actual, de estilo contemporáneo fue bendecido el 23 de septiembre de 2001.
Fue en 1993 cuando se aprueba la advocación de la Virgen titular con el nombre del barrio "Santa María de Añaza". La imagen de la Virgen María de Añaza está con los brazos abiertos y con el Niño Jesús delante llevando en el pecho el símbolo de la zona, un cardón, signo que identifica a la imagen con el barrio.
Junto a la talla mariana destaca la imagen del Santísimo Cristo Resucitado de Añaza, una obra basada en un Cristo crucificado del siglo XVI que se venera en el municipio de Alajeró en la isla de La Gomera.

## Fiestas
La Fiesta de la Virgen de Santa María de Añaza se celebra el tercer domingo del mes de octubre, en este día la imagen de la Virgen procesiona por las calles y se canta el Himno de la Virgen de Santa María de Añaza.